# Осока сажистая
Осо́ка са́жистая, Осо́ка нижнетычи́нковая или Осо́ка мужененави́стническая (лат. Carex fuliginosa) — травянистое растение семейства Осоковые (Cyperaceae), вид рода Осока (Carex).

## Ботаническое описание
Растения с косыми, короткими, не ползучими корневищами.
Стебли тонкие, прямые, лишь в соцветии поникающие или извилистые, неясно-трёхгранные, гладкие, 8—30 см высотой, у основания одетые светло-ржавыми или светло-бурыми влагалищами.
Листья 2—5 мм шириной, сдвинуты книзу, жестковатые, серповидно отогнутые, плоские или несколько желобчато сложенные, шероховатые, постепенно заострённые, в 2—3 раза короче стебля.
Верхний колосок гинекандрический, с немногими пыльниковыми цветками у основания, (0,8)1,5—1,7(2) см длиной, остальные 1—4 — пестичные, (0,5)1,8—2,5 см длиной, густые, продолговатые или яйцевидные, на длинных, до 3—4 см длиной, ножках, поникающие. Чешуи яйцевидные, острые или островатые, чёрно-бурые, вверху возможно перепончатые, короче мешочка. Мешочки 4(5)—5,5(6) мм длиной, посредине и книзу беловатые, кверху и по краям ржаво-бурые, уплощённо-трёхгранные, без жилок, гладкие, с шиповато-шероховатыми краями, с удлинённым цельным или едва выемчатым носиком. Нижний кроющий лист, как правило, с длинным влагалищем и пластинкой короче соцветия.
Плод без карпофора, образуются в июле—августе.
Число хромосом 2n=40 (Dietrich, 1967).

## Распространение
Центральная Европа: Австрия, Чехословакия, Германия; Южная Европа: Болгария, Италия, Румыния, Югославия; Северная Европа: Шпицберген, Финляндия, Норвегия, Швеция; Арктическая Европа: Новая Земля, остров Вайгач, Югорский полуостров, хребет Пай-Хой, Амдерма и Хабарово, река Хальмер-Ю в окрестностях Воркуты, Хибинские горы, Полярный Урал (река Хойла); Приполярный Урал: верховья реки Кожим; Средний Урал: Денежкин Камень; Западная Сибирь: Северный Урал (бассейн реки Хулги); Восточная Сибирь: Арктика, плато Путорана, север Среднесибирского плато, Верхоянский хребет, хребет Сунтар-Хаята, Южно-Муйский хребет и бассейн верхнего течения Алдана; Дальний Восток: Арктика, Камчатка, хребет Геран и Тыркано-Майский водораздел, хребет Эзоп, Курилы; Северная Америка: остров Мелвилл.
Растёт на каменистых местах в альпийском поясе; в мохово-осоковых и разнотравно-дриадовых тундрах, на моховых приключевых болотцах, сырых галечниках, в арктической тундре, в субарктических и южных высокогорьях.

## Систематика
Егорова Т. В. описывает два подвида осоки сажистой: Carex fuliginosa subsp. fuliginosa Schkur. и Carex fuliginosa subsp. misandra (R.Br.) Nyman. Первый из них произрастает в альпийском поясе Центральной и Южной Европы, второй — в тундрах и субарктических высокогорьях Северной, Арктической Европы, Сибири, Дальнего Востока и Северной Америки. Северный подвид отличается более узкими листьями и меньшими частями соцветий. В «Арктической флоре СССР» и «Флоре СССР» второй подвид рассматривается как Carex misandra R.Br..